# Forteresse aldobrandesque (Selvena)
La Forteresse aldobrandesque (en italien ; Rocca aldobradesca), aussi appelée Rocca Silvana est un château médiéval en ruine situé près du centre minier de Selvena, une frazione de la commune de Castell'Azzara (province de Grosseto), en Toscane,.

## Histoire
La forteresse aldobrandesque a été construite au IXe siècle et était une ancienne possession de l'abbaye de San Salvatore au Mont Amiata.
Au cours des siècles suivants, elle devint la propriété de la famille Aldobrandeschi, assumant un rôle stratégique pour le contrôle et l'exploitation des mines de cinabre voisines et entrant dans les ambitions expansionnistes de la république de Sienne, sous la juridiction de laquelle elle passa vers le milieu du XIVe siècle.
Cependant, la domination siennoise n'a pas été très longue, car la famille Orsini de Pitigliano ont réussi à incorporer la fortification dans leur comté au début du XVe siècle. La forteresse est devenue une partie du grand-duché de Toscane vers le milieu du XVIIe siècle, avec tous les autres territoires du comté de Pitigliano qui, précisément à cette époque, ont définitivement disparu de la scène politique.
Depuis lors, la fortification a été progressivement abandonnée, faisant face à un long et inexorable déclin qui a duré jusqu'aux dernières années du XXe siècle, lorsqu'une série de campagnes de fouilles et d'interventions de restauration ont permis de récupérer les imposantes ruines qui témoignent, encore aujourd'hui, de l'importance de la forteresse au cours des siècles passés.

## Description
La forteresse est située au sommet d'une montagne, qui surplombe la vaste région environnante. Le village s'étendait dans la partie inférieure, dont subsistent les structures murales des différents bâtiments, tandis que dans la zone supérieure se trouve l'élégant palais, de plan quadrangulaire, disposé sur deux niveaux, près duquel se trouvent les restes d'une citerne pour le collecte et distribution d'eau. Le complexe se compose également de deux tours, dont l'une est située à côté de l'ancien donjon, près de laquelle se trouvait une autre citerne.

## Galerie

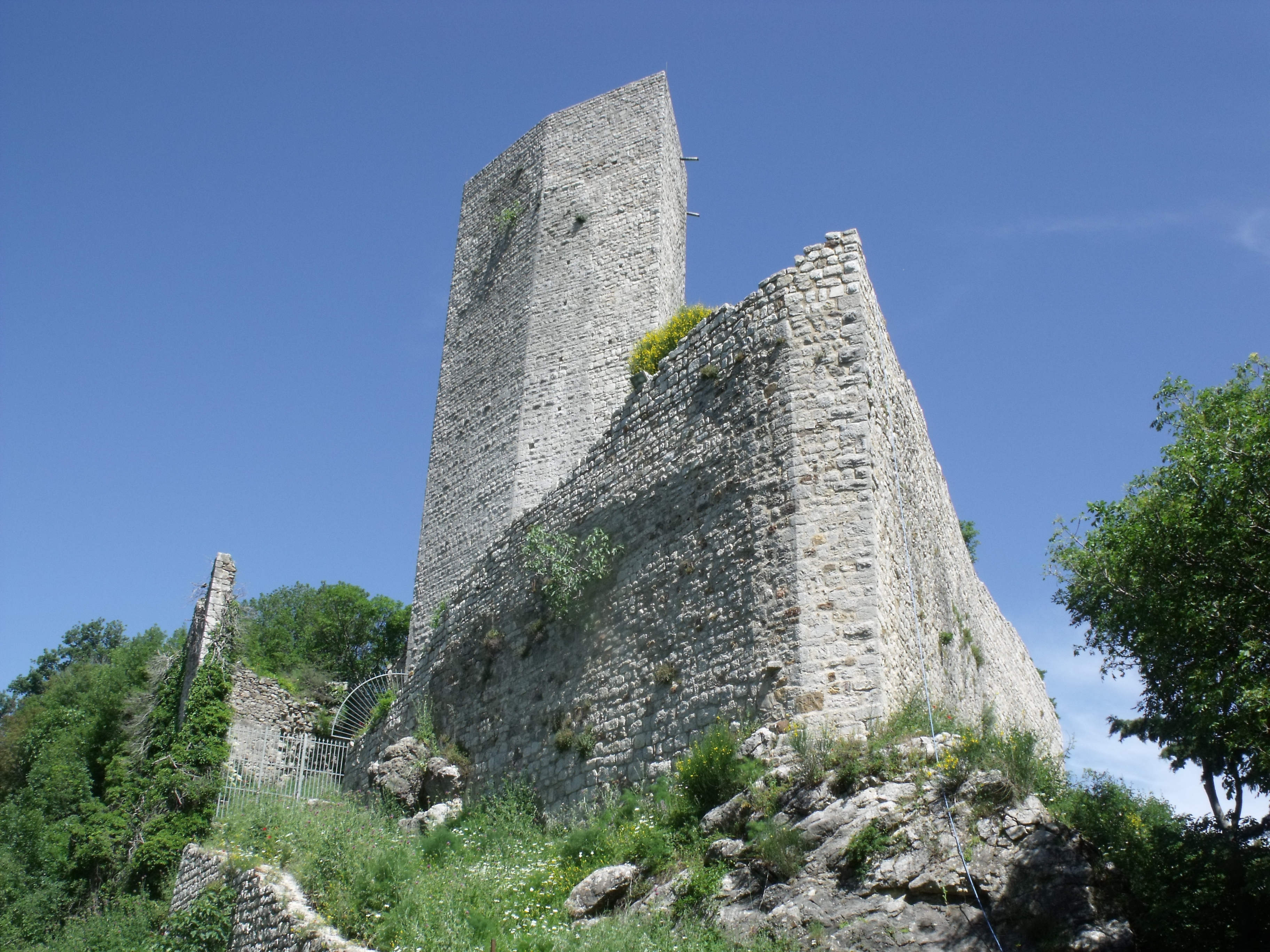
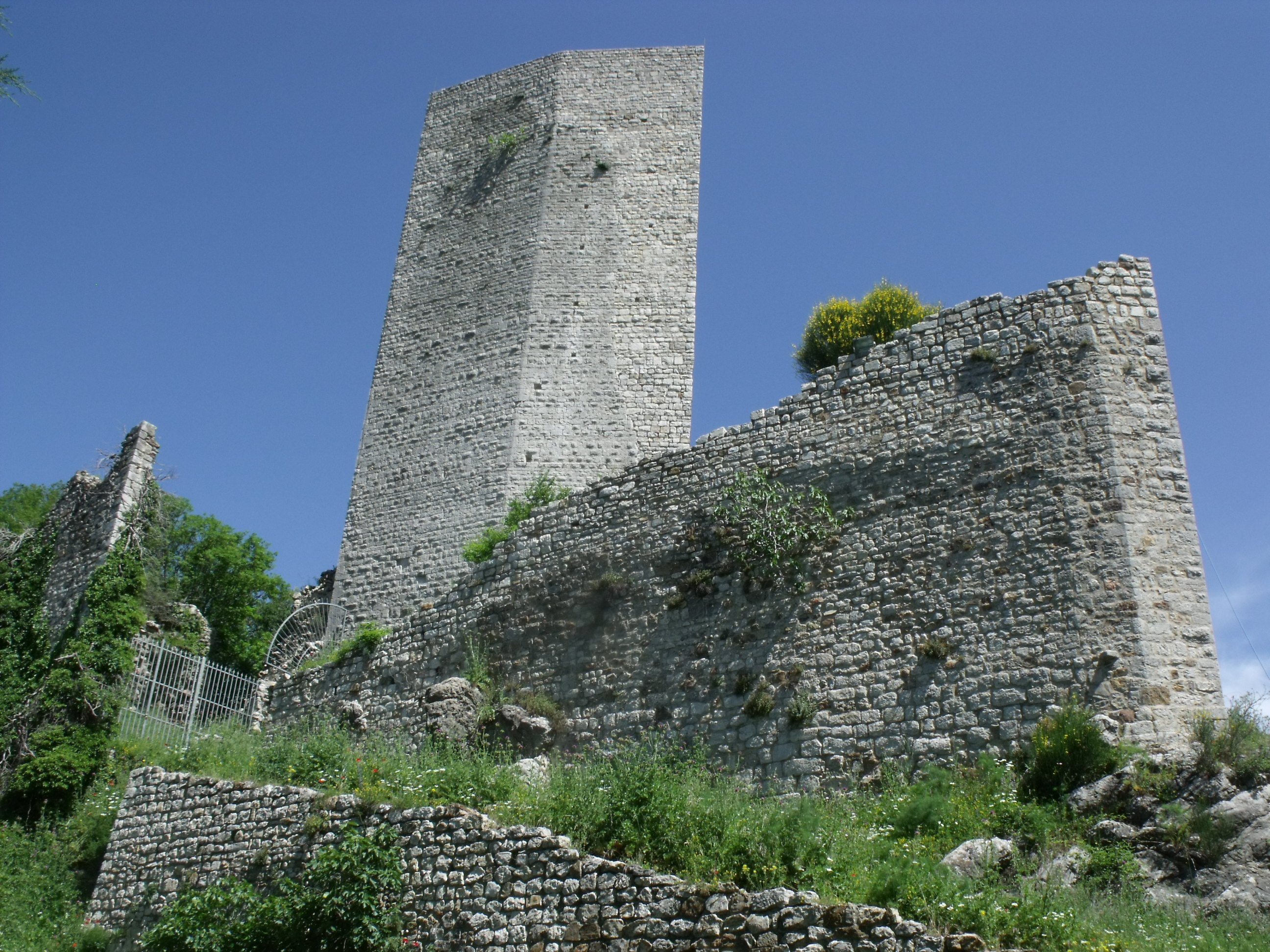